# Cs. Simon István
Cs. Simon István (Cs.-csókai) (Terján, 1942. október 19. – Csóka, 2007. április 26.) vajdasági magyar költő, szociográfus, újságíró.

## Életpályája
A ma már nem létező Terján faluban született. Az általános iskolát itt és Csókán, a konyhakertészeti szakiskolát Adán, a mezőgazdasági főiskola kertészeti szakát Mostarban végezte. 1968-tól 1972-ig a csókai mezőgazdasági birtok agronómusa, majd a Magyar Szó újságírója. A csókai Móra Ferenc Művelődési Egyesület egyik alapítója és első elnöke.
Lírai költeményeiben szülöföldjét énekelte meg. 1994-ben Híd Irodalmi Díjat kapott, az Aracs-díj egyik kitüntetettje, Csóka község díszoklevelének a birtokosa és a Magyar Szó életműdíjasa. Valamennyi könyvében méltó és maradandó emléket állított nemcsak a vidéknek, hanem az ott élő vagy valamikor ott alkotó embereknek is. Elhunyt Csókán (Čoka / Чока) 2007-ben, a csókai Magyar temetőben helyezték örök nyugalomra.

## Emlékezete
Csókán megalapították tiszteletére Cs. Simon István Baráti Társaságot, mely szobrot kíván állítani a költészet, a szociográfia, a riport, a publicisztika kiváló képviselőjének.

## Megjelent kötetei
- Utak keresztje (versek) Forum Könyvkiadó, Újvidék, 1971
- Ahogy a vadkörtefa (versek) Forum Könyvkiadó, Újvidék, 1980
- Varasodás (versek) Jugoszláviai Magyar Művelődési Társaság, Újvidék, 1992
- Sóvirág: Észak-Bánát szociográfiájához. Jugoszláviai Magyar Művelődési Társaság, Újvidék, 1993
- Szülőfalum, Terján. Forum Könyvkiadó, Újvidék, 1994
- Lehasadt ág. Cnesa Kiadó, Kanizsa, 1995
- Virulsz-e még, szülőföldem? Szerkesztette: Szloboda János. Megjelent a Dudás Gyula Múzeum- és Levéltárbarátok Köre kiadásában. Zenta, 1997
- Sziromeső, Gyermekversek. Forum Könyvkiadó, Újvidék, 1988
- Romok. Andruskó károly metszetei, Cs. Simon István szövege. Logos Tóthfalu; Dudás Gyula Múzeum- és Levélbarátok Köre, Zenta, 1998
- Ahol a part szakad (versek) Életjel, Szabadka, 1999
- Tisza menti mozaik. Logos Grafikai Műhely, Tóthfalu, 2001
- Monostor – 770, Adalékok egy település történetéhez. Forum Könyvkiadó, Újvidék, 2001
- Parlagmagány (válogatott versek) zEtna, Zenta, 2005. Szerkesztette: Sinkovits Péter
- Udvaros az enyészetben. Vajdasági Magyar Művelődéi Intézet – Zenta, 2007. Szerkesztette: Hajnal Jenő
- Cs. Simon István összegyűjtött versei; szerk. Pozsár Tibor; Cs. Simon István Baráti Társaság, Csóka, 2009

## Társasági tagság
- Móra Ferenc Magyar Művelődési Egyesület[3] (alapító tag és elnök)

## Díjak, elismerések (válogatás)
- Híd-díj (1994)
- Aracs-díj
- Csóka község díszoklevele
- Magyar Szó életműdíj